# Rokytník (přítok Dřevíče)
Rokytník je menší vodní tok v Broumovské vrchovině, pravostranný přítok Dřevíče v okrese Náchod v Královéhradeckém kraji. Délka toku měří 3 km, plocha povodí činí 5,72 km².

## Průběh toku
Potok pramení pod horou Turov severně od vesnice Rokytník, části Hronova, v nadmořské výšce 497 metrů. Potok zprvu teče jižním směrem. Ve vsi Rokytník potok zprava přijímá potok Rokyténku a další bezejmenné potoky a stáčí se k východu. Rokytník se ve Velkém Dřevíči, taktéž části Hronova, zprava vlévá do Dřevíče v nadmořské výšce 376 metrů.